# Église Saint-Pierre-ès-Liens du Fousseret
L'église Saint-Pierre-ès-Liens du Fousseret est une église catholique située au Fousseret, dans le département français de la Haute-Garonne en France.

## Présentation
L'église a été reconstruite à la fin du XVe siècle et au début du XVIe siècle dans le style gothique en brique fontaine, matériau de prédilection des terroirs argileux.
Elle a été restaurée au XIXe siècle.
Elle possédait un clocher-mur typique de la région qui a été remplacé par un clocher-porche construit par l'architecte Esquié en 1855.
L'église a été inscrite au titre des monuments historiques par arrêté du 31 juillet 2002.

## Description

### Extérieur
La pierre de réemploi à motifs végétaux sculptés située sur la façade Nord extérieure pourrait provenir d'un édifice antérieur. Ce linteau date du XIVe siècle et a fait l'objet d'études archéologiques. Le fragment proviendrait d'une table d'autel ou d'un linteau roman. Le linteau est orné de deux registres d'une frise végétale à tiges ondulées avec des palmettes, demi-plamettes et de fruits.

### Intérieur

#### Lanef

##### Partie arrière
L'orgue a été construit en 1947 par le facteur toulousain Maurice Puget et fut inauguré en 1949 par le cardinal Saliège.

#### Chapelle Saint-Jean-le-Baptiste
L'entrée de l'église se situe dans la chapelle Saint-Jean-le-Baptiste.

#### Chapelle deNotre-Dame du Rosaire
Retable monumental avec au centre un tableau de Notre-Dame du Rosaire où l'Enfant Jésus remet le rosaire à saint Dominique.
L'autel et le tabernacle sont en marbre blanc.
Au centre de l'autel est représenté le monogramme marial composé des lettres A et M entrelacées, initiales de l’Ave Maria. Autour du monogramme est sculpté un décor avec des branches de rosier ayant leurs feuilles et leurs roses.
Le tabernacle est orné avec des décorations de frise végétale dorée.

#### Chapelle Saint-Pierre
Retable monumental avec au centre une statue de saint Pierre.
L'autel et le tabernacle sont en marbre blanc.
Dans cette chapelle sont placés deux coffrets reliquaires.

#### Chapelle de l'Assomption de Marie
L'autel, ainsi que les trois colonnettes encadrant le tableau, sont de l'imitation de marbre noir marbré de blanc et de marbre rose.
Le tabernacle est en marbre blanc et gris.
Un tableau représente l'Assomption de Marie. Marie s'élève au ciel avec l'aide d'un ange sous les regards de sainte Marie Madeleine et de saint Jean l'Évangéliste (sur la gauche), et de saint Pierre et des apôtres (à droite).
Sur le côté gauche de la chapelle, un tableau représente Jésus à la descente de la croix, sur la scène on peut voir trois femmes dont Marie et Marie Madeleine et un homme, saint Jean l'Évangéliste.
Le tableau de saint Bruno refusant l'archevêché de Reggio que lui offre Urbain II est inscrit à l'inventaire des monuments historiques.

#### ChapelleSainte-Germaine
L'autel et le tabernacle sont en marbre blanc et sont ornés de décors végétaux doré.

#### Chapelle Saint-Michel archange
Retable monumental avec au centre un tableau de saint Michel archange terrassant le démon.
Au sommet du retable une sculpture en plâtre, ce décor symbolise la gloire du ciel avec la lumière divine et les anges.
L'autel et le tabernacle sont en marbre blanc et sont ornés de décors végétaux doré.

#### Chapelle duSacré-Cœur de Jésus
Retable monumental avec au centre une statue du Sacré-Cœur de Jésus. Au-dessus, le vitrail représente le Sacré-Cœur.
L'autel et le tabernacle sont en marbre blanc et sont ornés de décors végétaux dorés.

#### Chapelle de laVierge Marie
Retable monumental avec quatre colonnes décorées de feuilles de vigne et de grappes de raisin, avec au centre la statue d'une pietà datant du XVIe siècle. Au sommet du retable, une statuette de la Vierge à l'Enfant entourée de deux anges, autour de la Vierge à l'Enfant est écrit le message en lettre dorée : "Notre-Dame des Victoires, Priez pour nous".
Sur les côtés latéraux de la chapelle ont été ajoutés deux retables datant du XVIIIe siècle, le retable du côté droit symbolise l'Annonciation, celui du côté gauche symbolise la Nativité.
L'autel et le tabernacle sont en marbre blanc.
Sur la façade de l'autel sont sculptés deux cœurs avec des dorures : le Cœur Immaculée de Marie et le Sacré-Cœur de Jésus.
Le tabernacle est orné avec un décor de plusieurs frises de feuillage doré, de deux oiseaux symbolisant l'Esprit Saint, sur le réceptacle, un agneau avec une croix dorée, entouré de deux fleurs de lys dorées, au-dessus deux triangles symbolisant la Trinité, sur la porte est représenté le monogramme marial composé des lettres A et M entrelacées, initiales de l’Ave Maria.

#### Lechœur
Derrière le maître-autel a été placé un tableau de la crucifixion de Jésus.
Le chœur est encadré de deux pilastres bandeaux sculptés d'enfants, de quadrupèdes, de chimères et de démons.
La voûte s'achève par des culs-de-lampe également ornés de démon, de violonistes et de quadrupèdes. Ses sculptures pourraient provenir de récupération et auraient été reconstituées.

##### Côté gauche du chœur
Le tableau de l'adoration des mages a été peint en 1860 par Vincent Thomas (né au Fousseret le 16 octobre 1836, il était élève en pharmacie, mais aussi un peintre prolifique, il signa une centaine d'œuvres (dont la plupart sont à caractère religieux) avant de décéder à l'âge de 26 ans, le 19 février 1863).

##### Le maître-autel
Le maître-autel et le tabernacle sont en marbre blanc.
Sur le bas-relief central du maître-autel est sculptée la mise au tombeau de Jésus-Christ par ses disciples. De chaque côté sont sculptés deux apôtres.
Le tabernacle est sculpté avec trois ciboriums, un central et deux latéraux.

##### Les stalles
Les stalles datant du XVIIe siècle sont classées au titre objet des monuments historiques.
Les stalles proviennent de l'ancienne abbaye des Feuillants de Labastide-Clermont. 

##### Les vitraux du chœur
Le vitrail central placé au-dessus du maître-autel représente la délivrance de saint Pierre par un ange.

## Galerie

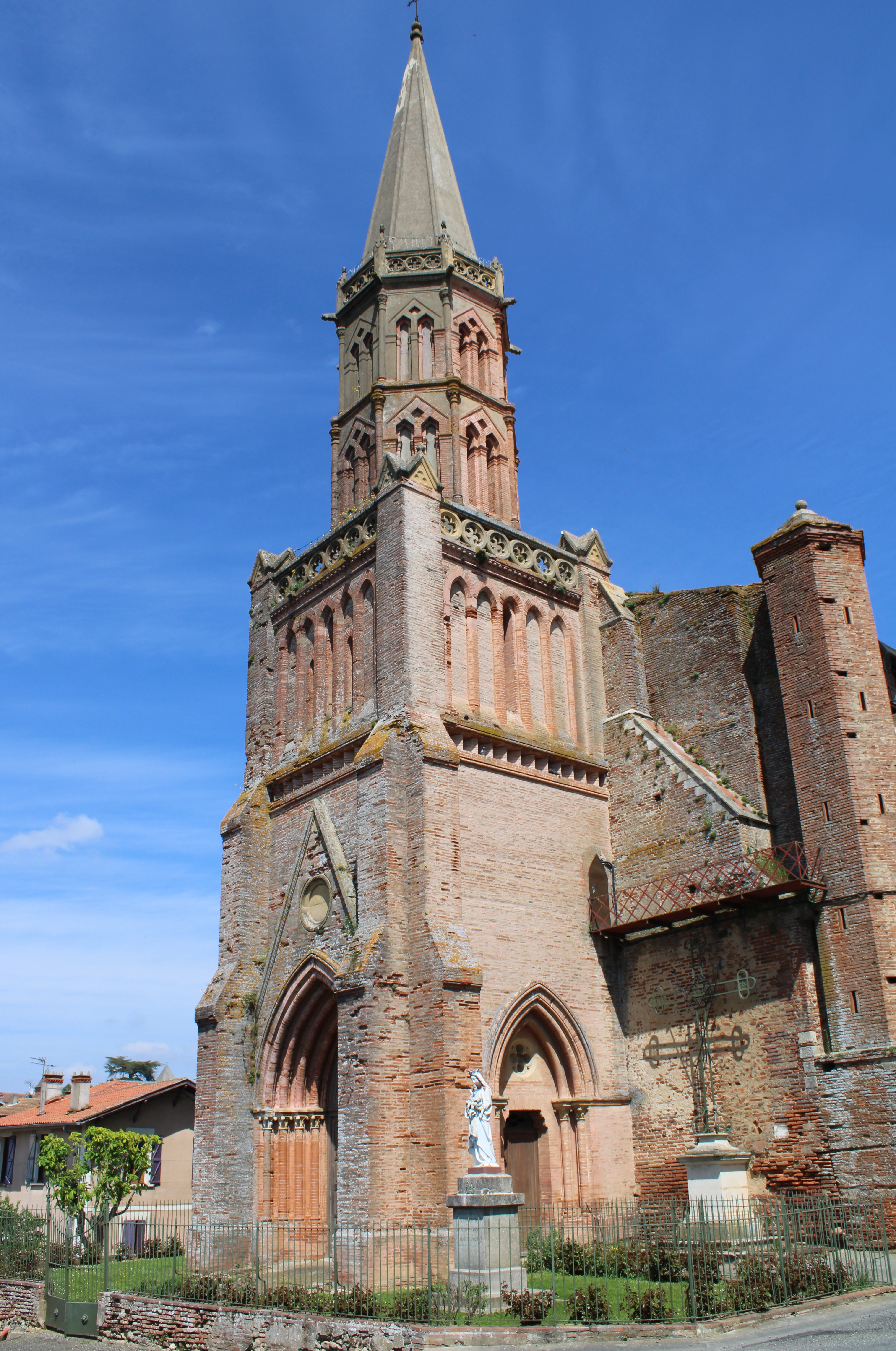
Vue du clocher.
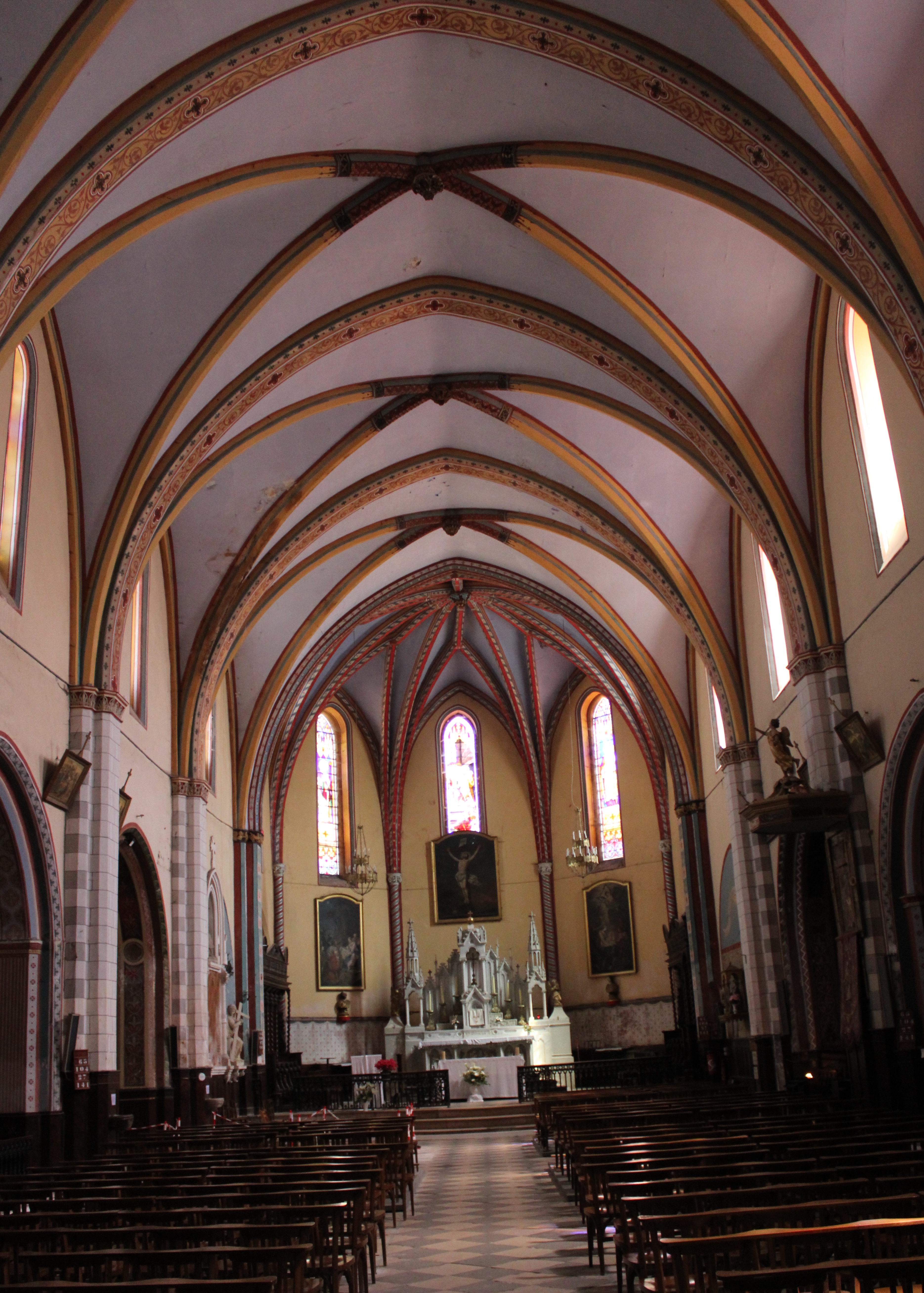
La nef.
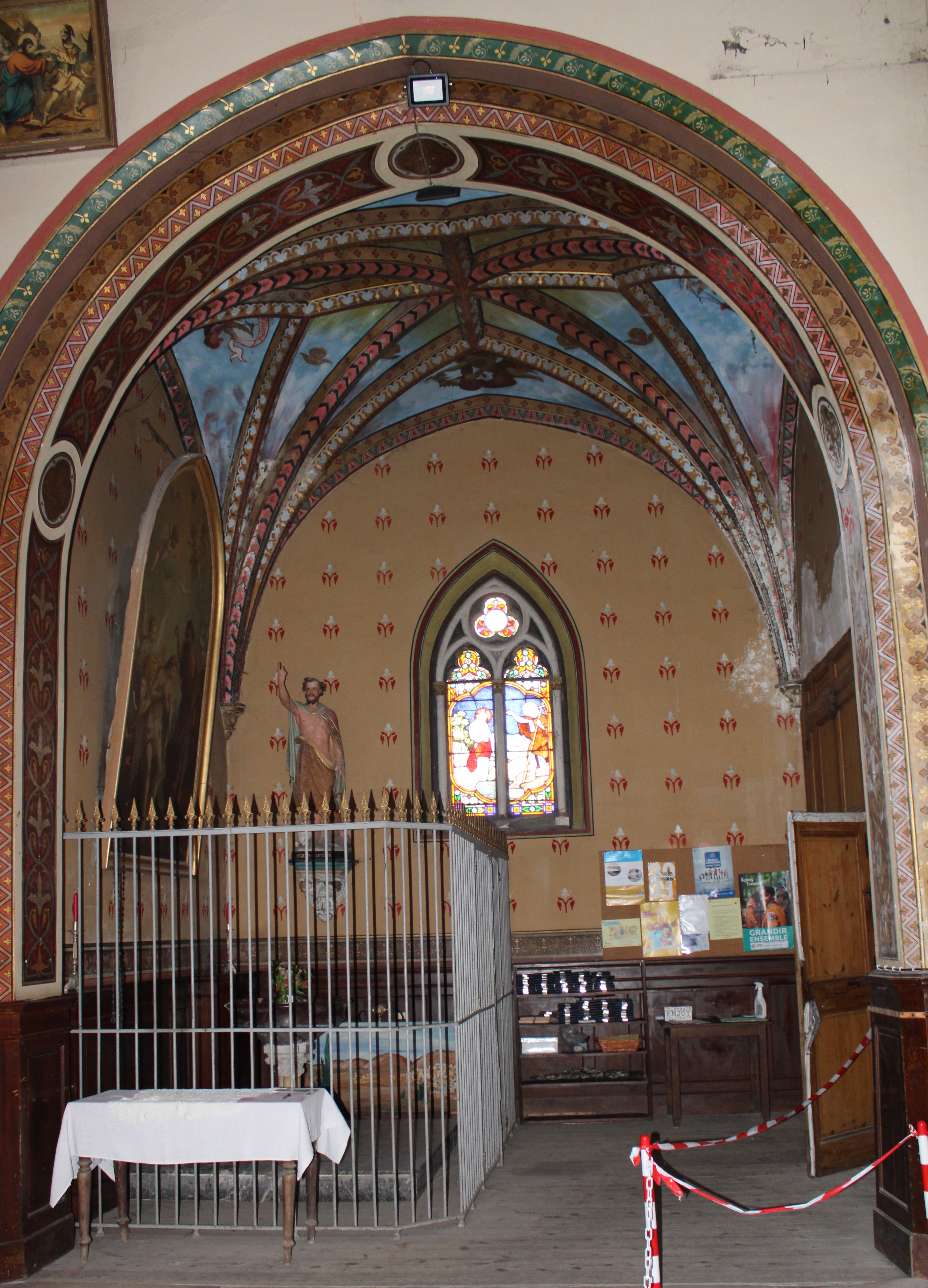
Chapelle saint Jean-le-Baptiste
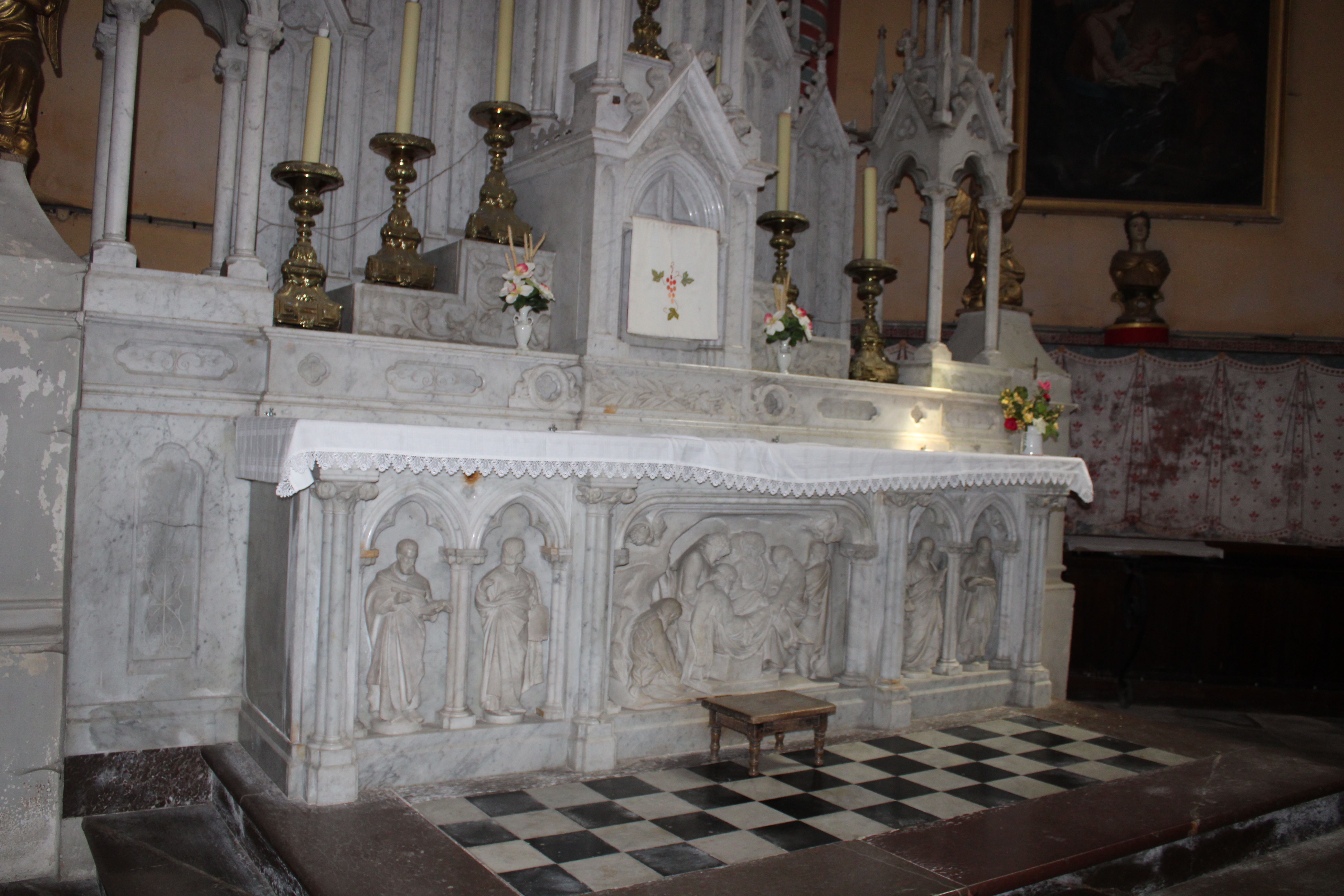
Autel et tabernacle en marbre blanc
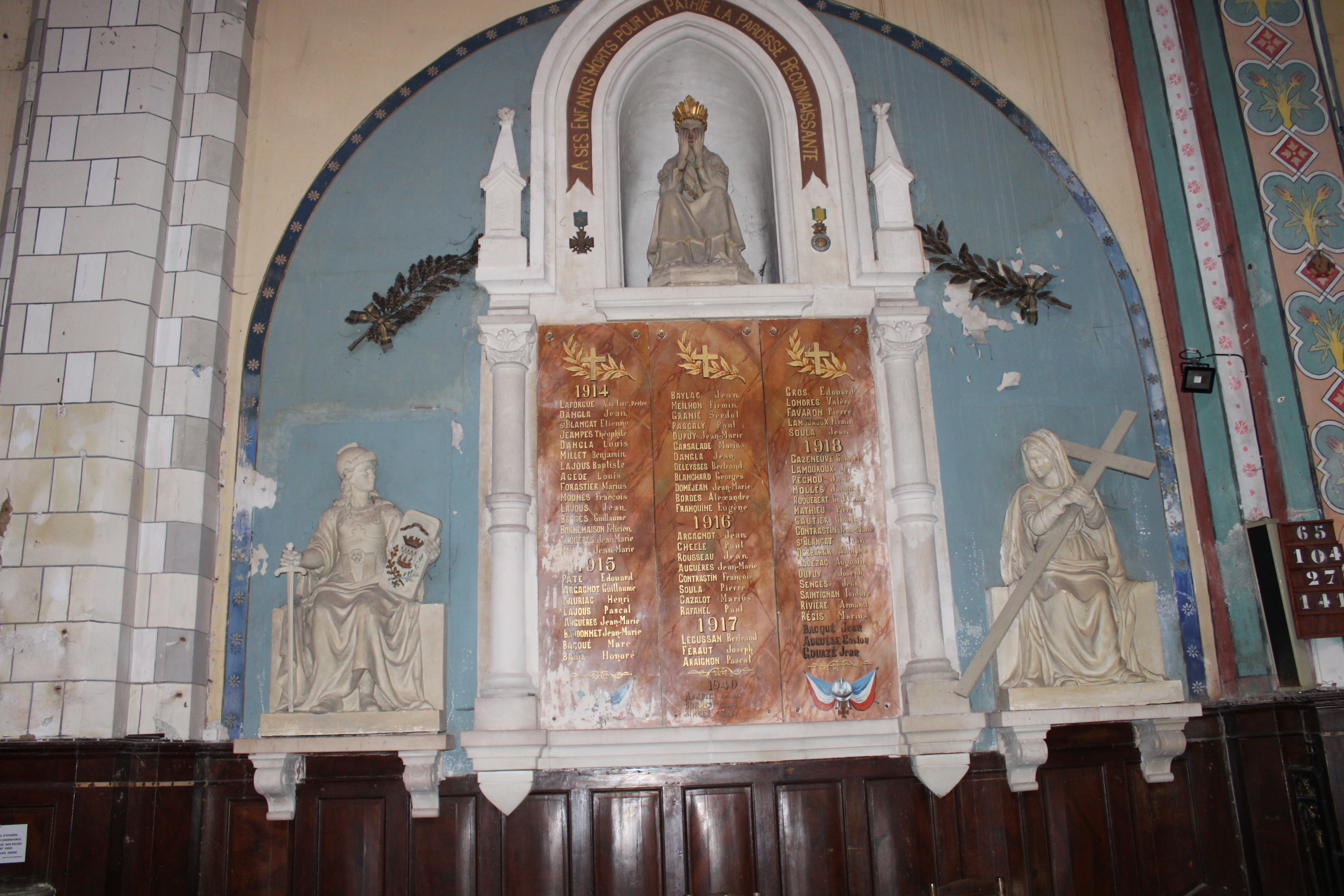
Monument hommage aux victimes de la guerre 14-18.
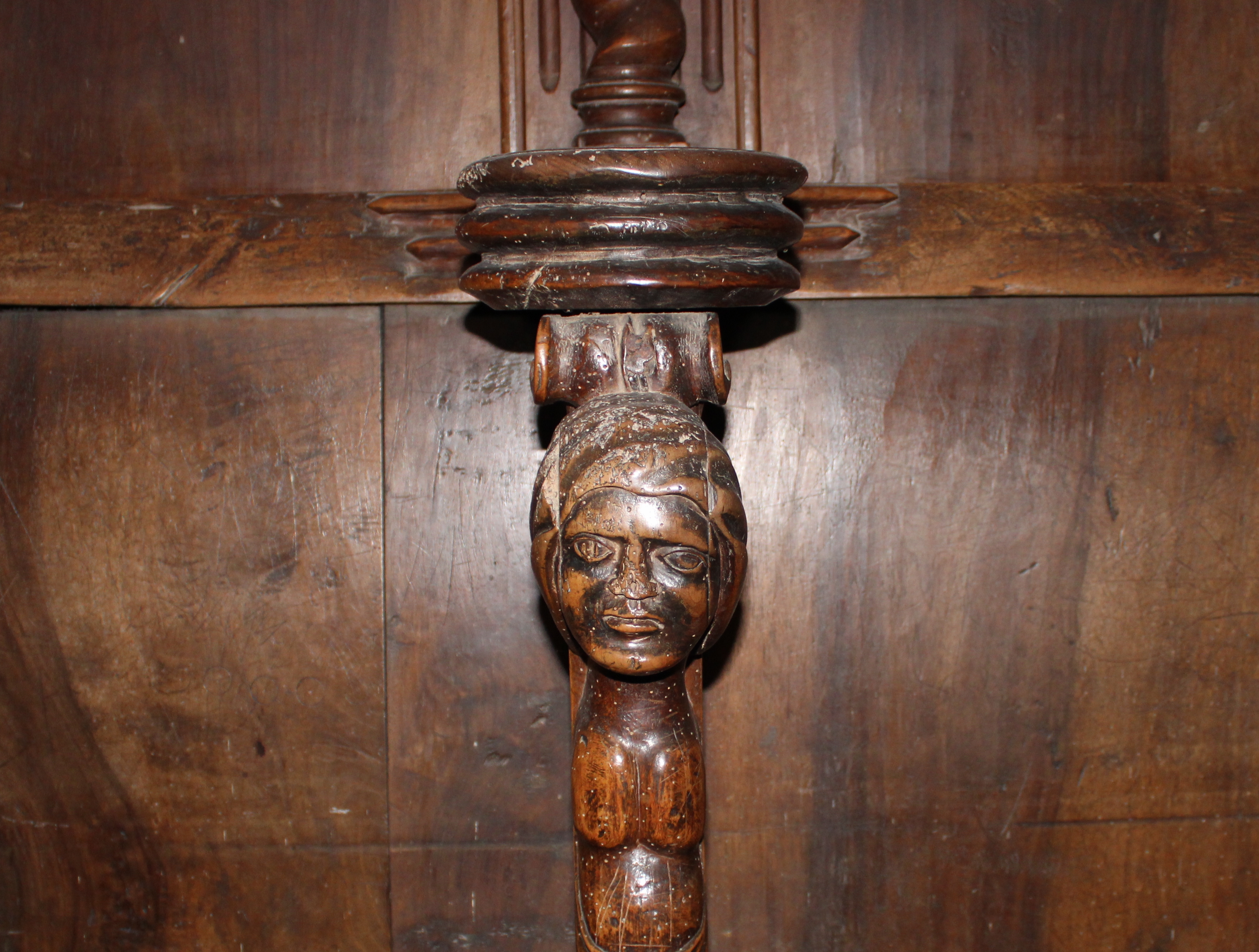
Une des 8 sculptures des stalles.
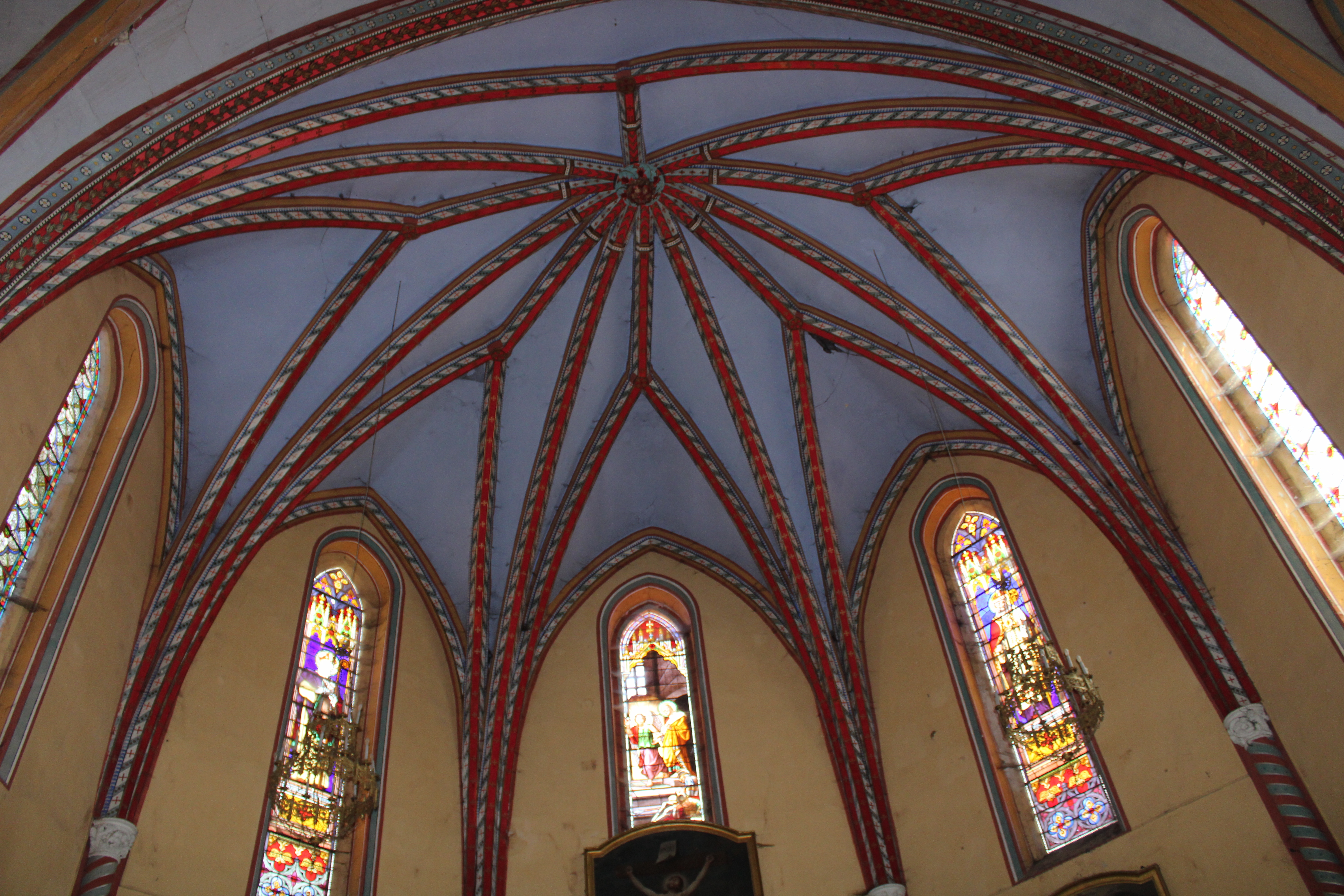
Le plafond du choeur.
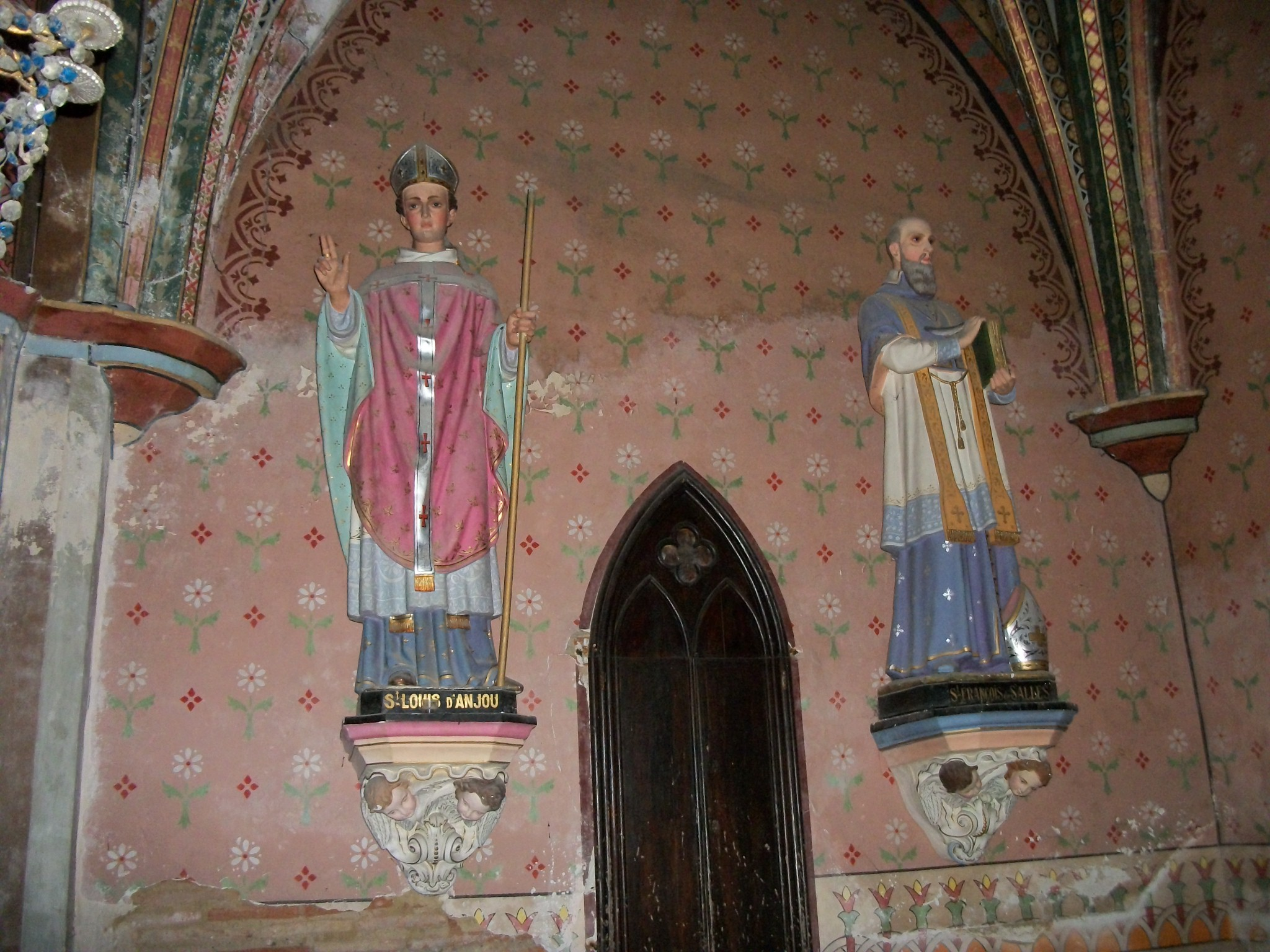
Sur le côté gauche, les statues de saint Louis d'Anjou et de saint François de Sales